# 朱利乌斯·本尼迪克特
朱利乌斯·本尼迪克特爵士（Sir Julius Benedict  1804年11月27日—1885年6月5日）是一名德裔英格蘭作曲家、指揮家。

## 生平

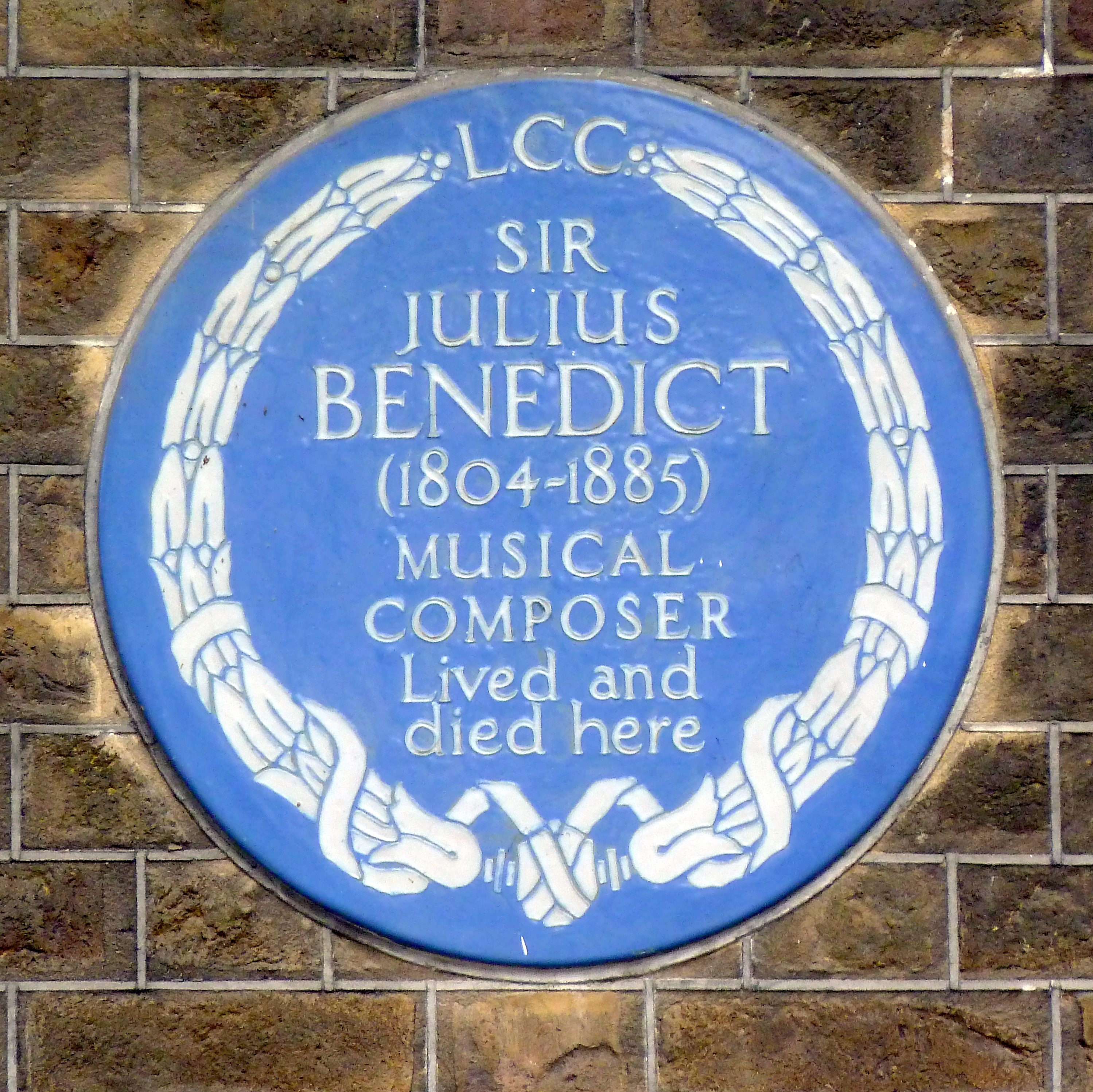
去世地的藍色牌匾

他出生於斯图加特，師從約翰·尼波默克·胡梅爾和卡尔·马利亚·冯·韦伯，他的第一部歌劇作品《Giacinta ed Ernesto》在1827年上演。1834年前往巴黎，1835年前往倫敦，1838年成為皇家劇院的指揮家，其名作《基拉尼的百合》（The Lily of Killarney） 1862年于皇家歌剧院上演。1863年，他又為威爾士親王愛德華的婚禮創作作品。1871年，他獲封騎士。1885年，他在倫敦曼徹斯特廣場去世。

## 外部連接
- 朱利乌斯·本尼迪克特在Allmusic上的頁面
- 朱利乌斯·本尼迪克特的免费乐谱，由国际乐谱典藏计划提供
- Squire, William Barclay. . Stephen, Leslie  (编).  4. London: Smith, Elder & Co. 1885.